# Ted Green
Pour les articles homonymes, voir Green.
Edward Ted Joseph Green (né le 23 mars 1940 à Saint-Boniface ou Eriksdale, suivant les sources, au Manitoba, Canada et mort le 8 octobre 2019 à Edmonton) est un joueur professionnel canadien de hockey sur glace qui évoluait au poste de défenseur.

## Biographie
Né à Saint-Boniface ou à Eriksdale suivant les sources, Green fait ses débuts avec les Canadiens de Saint-Boniface. En 1959, prêté par Saint-Boniface aux Braves de Winnipeg, il remporte avec eux la Coupe Memorial. Il commence sa carrière professionnelle la saison suivante avec les Frontenacs de Kingston dans l'Eastern Professional Hockey League et joue son premier match dans la Ligue nationale de hockey lors de la saison 1960-1961 avec les Bruins de Boston dont il devient un membre titulaire dès la saison suivante. En 1969, au cours d'un match de pré-saison contre les Blues de Saint-Louis, il a le crâne fracturé par un coup de bâton de Wayne Maki qui le laisse à moitié paralysé et nécessite trois opérations pour lui sauver la vie. Il retrouve les Bruins en 1971 et participe à la conquête de la cinquième coupe Stanley de l'histoire de la franchise. Il rejoint ensuite l'Association mondiale de hockey et les Whalers de la Nouvelle Angleterre dont il devient le capitaine et avec lesquels il remporte le Trophée mondial Avco du champion de l'AMH. Il joue ensuite trois saisons pour les Jets de Winnipeg avec qui il remporte deux nouveaux trophée Avco et prend sa retraite en 1979.
En 1982, il devient entraîneur-adjoint des Oilers d'Edmonton, poste qu'il occupe jusqu'en 1991 lorsqu'il devient entraîneur-chef de l'équipe avant d'être remplacé par Glen Sather au cours de la saison 1993-1994 alors que l'équipe n'a remporté que trois de ses 24 premiers matchs. Il revient à nouveau occuper le poste d'entraîneur-adjoint derrière le banc des Oilers en 1997 ; il y reste jusqu'en 2000 lorsqu'il part chez les Rangers de New York, encore une fois comme adjoint.

## Statistiques
| Saison     | Équipe                            | Ligue          |     | Saison régulière | Saison régulière | Saison régulière | Saison régulière | Saison régulière |   | Séries éliminatoires | Séries éliminatoires | Séries éliminatoires | Séries éliminatoires | Séries éliminatoires |
| Saison     | Équipe                            | Ligue          | PJ  | B                | A                | Pts              | Pun              | PJ               | B | A                    | Pts                  | Pun                  |                      |                      |
| 1956-1957  | Canadiens de Saint-Boniface       | LHJM           | 17  | 1                | 2                | 3                | 76               | 7                | 0 | 0                    | 0                    | 10                   |                      |                      |
| 1957-1958  | Canadiens de Saint-Boniface       | LHJM           | 23  | 1                | 4                | 5                | 97               | 12               | 1 | 2                    | 3                    | 32                   |                      |                      |
| 1958       | Canadiens de Saint-Boniface       | Coupe Memorial | -   | -                | -                | -                | -                | 11               | 2 | 3                    | 5                    | 38                   |                      |                      |
| 1958-1959  | Canadiens de Saint-Boniface       | LHJM           | 25  | 5                | 11               | 16               | 120              | 9                | 1 | 5                    | 6                    | 32                   |                      |                      |
| 1958-1959  | Braves de Winnipeg                | Coupe Memorial | -   | -                | -                | -                | -                | 16               | 2 | 6                    | 8                    | 50                   |                      |                      |
| 1959-1960  | Warriors de Winnipeg              | WHL            | 70  | 8                | 20               | 28               | 109              | -                | - | -                    | -                    | -                    |                      |                      |
| 1960-1961  | Bruins de Boston                  | LNH            | 1   | 0                | 0                | 0                | 2                | -                | - | -                    | -                    | -                    |                      |                      |
| 1960-1961  | Frontenacs de Kingston            | EPHL           | 11  | 1                | 5                | 6                | 30               | 5                | 1 | 0                    | 1                    | 2                    |                      |                      |
| 1960-1961  | Warriors de Winnipeg              | WHL            | 57  | 1                | 18               | 19               | 127              | -                | - | -                    | -                    | -                    |                      |                      |
| 1961-1962  | Bruins de Boston                  | LNH            | 66  | 3                | 8                | 11               | 116              | -                | - | -                    | -                    | -                    |                      |                      |
| 1962-1963  | Bruins de Boston                  | LNH            | 70  | 1                | 11               | 12               | 117              | -                | - | -                    | -                    | -                    |                      |                      |
| 1963-1964  | Bruins de Boston                  | LNH            | 70  | 4                | 10               | 14               | 145              | -                | - | -                    | -                    | -                    |                      |                      |
| 1964-1965  | Bruins de Boston                  | LNH            | 70  | 8                | 27               | 35               | 156              | -                | - | -                    | -                    | -                    |                      |                      |
| 1965-1966  | Bruins de Boston                  | LNH            | 27  | 5                | 13               | 18               | 113              | -                | - | -                    | -                    | -                    |                      |                      |
| 1966-1967  | Bruins de Boston                  | LNH            | 47  | 6                | 10               | 16               | 67               | -                | - | -                    | -                    | -                    |                      |                      |
| 1967-1968  | Bruins de Boston                  | LNH            | 72  | 7                | 36               | 43               | 133              | 4                | 1 | 1                    | 2                    | 11                   |                      |                      |
| 1968-1969  | Bruins de Boston                  | LNH            | 65  | 8                | 38               | 46               | 99               | 10               | 2 | 7                    | 9                    | 18                   |                      |                      |
| 1970-1971  | Bruins de Boston                  | LNH            | 78  | 5                | 37               | 42               | 60               | 7                | 1 | 0                    | 1                    | 25                   |                      |                      |
| 1971-1972  | Bruins de Boston                  | LNH            | 54  | 1                | 16               | 17               | 21               | 10               | 0 | 0                    | 0                    | 0                    |                      |                      |
| 1972-1973  | Whalers de la Nouvelle Angleterre | AMH            | 78  | 16               | 30               | 46               | 47               | 12               | 1 | 5                    | 6                    | 25                   |                      |                      |
| 1973-1974  | Whalers de la Nouvelle Angleterre | AMH            | 75  | 7                | 26               | 33               | 42               | 7                | 0 | 4                    | 4                    | 2                    |                      |                      |
| 1974-1975  | Whalers de la Nouvelle Angleterre | AMH            | 57  | 6                | 14               | 20               | 29               | 3                | 0 | 0                    | 0                    | 2                    |                      |                      |
| 1975-1976  | Jets de Winnipeg                  | AMH            | 79  | 5                | 23               | 28               | 73               | 11               | 0 | 2                    | 2                    | 16                   |                      |                      |
| 1976-1977  | Jets de Winnipeg                  | AMH            | 70  | 4                | 21               | 25               | 45               | 20               | 1 | 3                    | 4                    | 12                   |                      |                      |
| 1977-1978  | Jets de Winnipeg                  | AMH            | 73  | 4                | 22               | 26               | 52               | 8                | 0 | 2                    | 2                    | 2                    |                      |                      |
| 1978-1979  | Jets de Winnipeg                  | AMH            | 20  | 0                | 2                | 2                | 16               | -                | - | -                    | -                    | -                    |                      |                      |
| Totaux LNH | Totaux LNH                        | Totaux LNH     | 620 | 48               | 206              | 254              | 1 029            | 31               | 4 | 8                    | 12                   | 54                   |                      |                      |
| Totaux AMH | Totaux AMH                        | Totaux AMH     | 452 | 42               | 138              | 180              | 304              | 61               | 2 | 16                   | 18                   | 59                   |                      |                      |

| Saison    | Équipe            | Ligue |    | PJ | V  | D  | N     | % V                  |  | Séries éliminatoires |
| 1991-1992 | Oilers d'Edmonton | LNH   | 80 | 36 | 34 | 10 | 51,3% | Éliminés en 3e ronde |  |                      |
| 1992-1993 | Oilers d'Edmonton | LNH   | 84 | 26 | 50 | 8  | 35,7% | Non qualifiés        |  |                      |
| 1993-1994 | Oilers d'Edmonton | LNH   | 24 | 3  | 18 | 3  | 18,8% |                      |  |                      |